# Teodoro Buontempo
Teodoro Buontempo (Carunchio, 21 gennaio 1946 – Roma, 24 aprile 2013) è stato un politico italiano.

## Carriera politica

### Nel Movimento Sociale Italiano

Buontempo ad una manifestazione del Fronte della Gioventù

Mosse i primi passi in politica a Ortona (Chieti), dove studia e dirige le organizzazioni giovanili missine d'Abruzzo. Trasferitosi a Roma nel 1968, visse i primi anni nella capitale dormendo in macchina o alla stazione Termini e vivendo di stenti. Scherzosamente in quell'epoca distribuiva biglietti da visita che riportavano come indirizzo "Buontempo Teodoro. Indirizzo: salita di Valle Giulia, dietro Architettura, piazzola a sinistra dietro la fontanella". Per questo, da allora, è noto con il soprannome di er Pecora. Nel 1972 diventa il primo segretario del Fronte della Gioventù di Roma, dopo essere già stato dirigente della Giovane Italia.

Buontempo con Giorgio Almirante

Negli anni settanta è fondatore e conduttore della radio libera "Radio Alternativa" con sede in Roma a Via Sommacampagna (nella sede del Fronte della Gioventù). È presente ai congressi del MSI e del FdG, o in occasione di comizi, così come ai raduni, del Campo Hobbit. Nel 1981 viene eletto consigliere comunale di Roma, venendo rieletto sino al 1997.
Dal 1989 al 1992 ha guidato la federazione romana del partito.

### Deputato di Alleanza Nazionale
Nel 1992 viene eletto alla Camera dei deputati nelle liste del Movimento Sociale Italiano - Destra Nazionale. È membro della Commissione ambiente, territorio e lavori pubblici. Nel 1994 è rieletto alla Camera, nelle liste di Alleanza Nazionale nelle quali, nel frattempo, era confluito l'MSI-DN. È membro della IX Commissione permanente (trasporti, poste e telecomunicazioni) e della Commissione speciale Infanzia. Nel 1996 è rieletto alla Camera. È membro della XIV Commissione (politiche comunitarie) e della Commissione bicamerale per l'Infanzia.
Nel 2001 e nel 2006 è di nuovo deputato con il ruolo di vice-capogruppo di Alleanza Nazionale alla Camera ed assume la carica di segretario dell'Ufficio di presidenza della Camera dei deputati, con i presidenti Casini (II e III Governo Berlusconi) e Bertinotti (Governo Prodi II).

### Deputato de La Destra
Il 26 luglio 2007 aderisce al movimento La Destra, di cui viene eletto per acclamazione presidente nazionale il 9 novembre 2008.
Alle elezioni politiche del 2013 viene candidato alla Camera per La Destra ma non viene eletto a seguito del risultato del partito (0,64%).

### Impegno negli enti locali

Buontempo con un sostenitore

Nel novembre del 1997 venne candidato come vicesindaco dal centrodestra alle elezioni comunali di Roma, per sostenere la poco incisiva candidatura a primo cittadino di Pierluigi Borghini. La mossa non ebbe successo e le urne riconfermarono Francesco Rutelli. Alle elezioni amministrative del 2006 è stato il candidato presidente del XIII municipio di Roma (Ostia e dintorni), sostenuto dal centro-destra, e contrapposto al giovane Paolo Orneli, candidato dal centro-sinistra, ma alle elezioni del 28 e 29 maggio ha raccolto solo 41064 voti, pari al 39,33% (contro il 59,33% di Orneli).
Nell'aprile del 2008 si è infine candidato a presidente della provincia di Roma per La Destra, raccogliendo il 4,5% dei voti. È comunque stato eletto consigliere provinciale. Al turno di ballottaggio ha appoggiato Alfredo Antoniozzi, candidato presidente per il Popolo delle Libertà.
Successivamente si candida per La Destra come presidente dell'Abruzzo. È candidato come presidente della regione Abruzzo per le elezioni regionali del 14 e 15 dicembre 2008. Alle elezioni regionali, raccoglie l'1,90% dei voti, pari a 11.514 dei consensi, alle spalle di Rodolfo De Laurentiis (UdC), Carlo Costantini (centro - sinistra) e l'eletto Gianni Chiodi del Pdl.
Dopo le elezioni regionali del 2010, Buontempo viene nominato assessore alla Casa e alla tutela Consumatori nella giunta del Lazio presieduta da Renata Polverini. Con le dimissioni di quest'ultima il 27 settembre 2012, resta in carica per l'ordinaria amministrazione fino al 12 marzo 2013.
Come assessore regionale del Lazio, riuscì a far approvare il cosiddetto mutuo sociale per i giovani e il piano di sicurezza per gli anziani nelle abitazioni tramite un contributo per la messa in sicurezza dell'abitazione.

### Morte
Poco dopo le elezioni politiche del 2013, le sue condizioni di salute peggiorarono e di conseguenza venne ricoverato in una clinica privata. Morì alle 4:30 del 24 aprile 2013 all'età di 67 anni, in una clinica privata a Roma dove era ricoverato da una ventina di giorni in attesa di un trapianto. Fu sepolto nel Cimitero del Verano.

## Opere
- (intervista) Fabio Torriero, La politica e il coraggio. Teodoro Buontempo 16 anni in Campidoglio, Edizioni Pagine, 2012
- (saggio biografico) Pierpaolo Naso, "Una vita politica. Teodoro Buontempo tra militanza e pensiero" in Aa. Vv., Oltre la Destra. Storie e uomini nel Movimento Sociale, Eclettica, 2022